# Thunderbolt (interfaccia)
Thunderbolt è una tecnologia standard sviluppata da Intel (nota in precedenza con il nome in codice Light Peak), in collaborazione con Apple, che definisce un'interfaccia con lo scopo di permettere il collegamento tra una vasta gamma di dispositivi multimediali quali fotocamere digitali, schermi, riproduttori audio/video, unità di memorizzazione.

## Storia
Intel ha presentato questa tecnologia in occasione dell'IDF svoltosi a San Francisco ad autunno 2009. Nel maggio 2010 Intel ha dimostrato il corretto funzionamento di questa tecnologia grazie all'utilizzo di un particolare chip di soli 12 mm² che aveva il compito di convertire i segnali elettrici elaborabili da un semplice computer portatile in segnali ottici. In particolare sono stati mostrati 2 flussi video ad alta definizione inviati separatamente a un televisore sfruttando un box convertitore, necessario in quanto non erano ancora disponibili TV col chip necessario alla riconversione del segnale ottico.
La presentazione e l'uscita commerciale sono state il 24 febbraio 2011, in concomitanza con l'uscita dei nuovi MacBook Pro Apple dotati del nuovo connettore.
Nel settembre 2022, Intel ha presentato la nuova versione di Thunderbolt, formata da un singolo cavo USB-C, che aggrega due linee Thunderbolt 4 a 40Gb/s, in modo tale da raggiungere la velocità dell'USB 4.0 (80 Gb/s).

### Diffusione
Essendo un marchio registrato sulla base di un brevetto, per impiegare la tecnologia Thunderbolt un altro produttore dovrebbe preventivamente pagare le royalty a Intel: questa è la causa principale della limitata diffusione della tecnologia all'infuori dei prodotti Apple.

## Caratteristiche

### Descrizione tecnica
La velocità di trasmissione offerta dalla prima generazione di questa tecnologia è 10 Gbit/s bidirezionali. Ogni connettore Thunderbolt porta due canali quindi in teoria ogni connettore è in grado di ricevere e trasmettere 20 Gbit/s. Lo standard è stato sviluppato per poter essere espanso fino a 100 Gbit/s e prevede l'utilizzo di cavi in fibra ottica per raggiungere le larghezze di banda più elevate. Il connettore è identico al connettore Mini DisplayPort sviluppato da Apple e, difatti, Thunderbolt è compatibile con monitor digitali con connettore Mini DisplayPort.
Lo standard combina i protocolli di trasferimento dati DisplayPort e PCI Express in un unico flusso dati, permettendo al connettore di gestire sia monitor sia periferiche generiche. Nell'idea dei promotori dello standard, Thunderbolt dovrebbe sostituire i diversi connettori presenti nei computer diventando l'unico connettore presente nel computer per il trasferimento dei dati. Lo standard gestisce fino a 6 dispositivi in cascata ed è in grado di alimentare i dispositivi fino a un massimo di 10 watt di potenza. Ogni cavo, nell'implementazione in rame, può essere lungo al massimo 3 metri.

### Sicurezza
Secondo Robert Graham, CEO di Errata Security, essendo basata su un approccio peer-to-peer, Thunderbolt nasconde maggiori rischi per la sicurezza di una comune interfaccia di comunicazione. La nuova interfaccia di Intel offrirebbe un appiglio a malintenzionati che accedono fisicamente alla macchina. A differenza dell'interfaccia USB, quest'interfaccia dispone di accesso completo alla memoria del sistema. L'interfaccia espone dei livelli di accesso alla memoria del sistema tipici di bus interni delle macchine, tipo PCI Express, con una facilità di accesso maggiore.

### Periferiche
Essendo il protocollo Thunderbolt di fatto una PCI Express esterna, si presta a diventare un hub per più porte e interfacce, soprattutto per quanto riguardano i computer portatili dove le connessioni disponibili sono presenti in numero esiguo. Dopo vari ritardi, le prime docking station sono arrivate, permettendo l'uso simultaneo di tutti quei dispositivi che per motivi di banda non possono essere connessi contemporaneamente ad un hub, ad esempio USB.

## Differenze con l'USB
Thunderbolt concorre direttamente con lo standard USB; l'USB 2.0 può trasferire dati sino a 480 Mbit/s, l'USB 3.0 fino a 5 Gbit/s e l'USB 3.1 fino a 10 Gbit/s. Lo standard USB, quindi, ha velocità di picco inferiori allo standard Thunderbolt. Inoltre, le velocità di picco dichiarate dallo standard USB non sono realmente raggiungibili; lo standard USB si basa sul continuo scambio di messaggi tra l'host e le periferiche, il che introduce un'elevata latenza nelle comunicazioni ad alta velocità. La lettura dei dati richiede un messaggio da parte dell'host e, nel caso di trasferimento di grandi moli di dati, come per esempio i flussi video, lo scambio di messaggi limita la velocità di trasferimento: l'USB 2.0 riesce a raggiungere il 50% delle sue prestazioni massime, l'USB 3.0 è limitato a 3,2 Gbit/s mentre l'USB 3.1 arriva a 7,2 Gbit/s.
Thunderbolt offre due canali di comunicazione indipendenti. In teoria ogni singolo canale di comunicazione offre tre volte la velocità massima del protocollo USB 3.0. In pratica la bassa latenza, nell'ordine degli 8 ns anche alla fine della catena di comunicazione, e il leggero protocollo di comunicazione PCI Express permettono di raggiungere prestazioni vicine a quelle massime teoriche. Intel ha mostrato con dei prototipi una velocità di trasferimento dati del 62,5% di quella di picco; il non raggiungimento del massimo teorico era dovuto agli hard disk non abbastanza veloci per saturare il bus di comunicazione. Durante la presentazione ufficiale, Intel ha mostrato la copia di un file da un hard disk allo stesso hard disk a velocità maggiori di 6,4 Gbit/s con apparecchiature commerciali.